# Gründlach
Die Gründlach ist ein kurzer rechtsseitiger Zufluss der Regnitz in Mittelfranken (Bayern) und ein Gewässer II. Ordnung.

## Name
Der Name leitet sich vom althochdeutschen *Grintilaha ab und setzt sich zusammen aus dem Grundwort -aha für 'Fließgewässer' und dem Bestimmungswort *Grindil/*Grindila mit der Bedeutung 'sandige Anhöhe'.

## Geographie

### Verlauf
Die Gründlach entspringt in Kleingeschaidt, fließt durch das gemeindefreie Gebiet Geschaidt und anschließend durch Heroldsberg, wo sie am Wasserwerk mit dem von Kalchreuth kommenden Bosenbach zusammenfließt. Am südlichen Ortsrand fließt die bei Günthersbühl (Stadt Lauf an der Pegnitz) auf ca. 420 m ü. NN (49° 32′ 7″ N, 11° 12′ 54″ O) entspringende Simmelberger Gründlach zu und die Gründlach unterquert die Gräfenbergbahn. Ab dort bildet sie die Grenze zwischen Heroldsberg und Geschaidt, später zwischen dem Kalchreuther Forst und Geschaidt. Im Sebalder Reichswald durchquert sie die gemeindefreien Gebiete Kraftshofer Forst, wo der Verlauf des Baches sehr windungsreich ist, und Neunhofer Forst.
Nach der Unterquerung der A 3 erreicht die Gründlach Nürnberger Stadtgebiet. Dort kann es im Herbst und im Frühjahr zu Überschwemmungen der Landstraße nach Kalchreuth kommen.
Kurz nachdem sie den Wald verlässt, wird südlich der Lachgraben abgezweigt, welcher Neunhof am Nordrand passiert. Der Kothbrunngraben, welcher östlich von Buchenbühl entspringt, fließt bei Boxdorf zu.
Bei Großgründlach fließt der Gründlach der Nonnengraben zu. Danach durchquert sie Kleingründlach und mündet nach etwa 20 km nahe Eltersdorf in die Regnitz.

### Zuflüsse
(Reihenfolge von der Quelle zur Mündung)
- Bosenbach (rechts)
- Simmelberger Gründlach (links)
- Gockerlersberger Graben (rechts)
- Nonnengraben (rechts)
- Kothbrunngraben (links)
- Weidengraben (rechts)
- Schwalbenzahlgraben (links)
- Bucher Landgraben, Hirschsprunggraben (links)

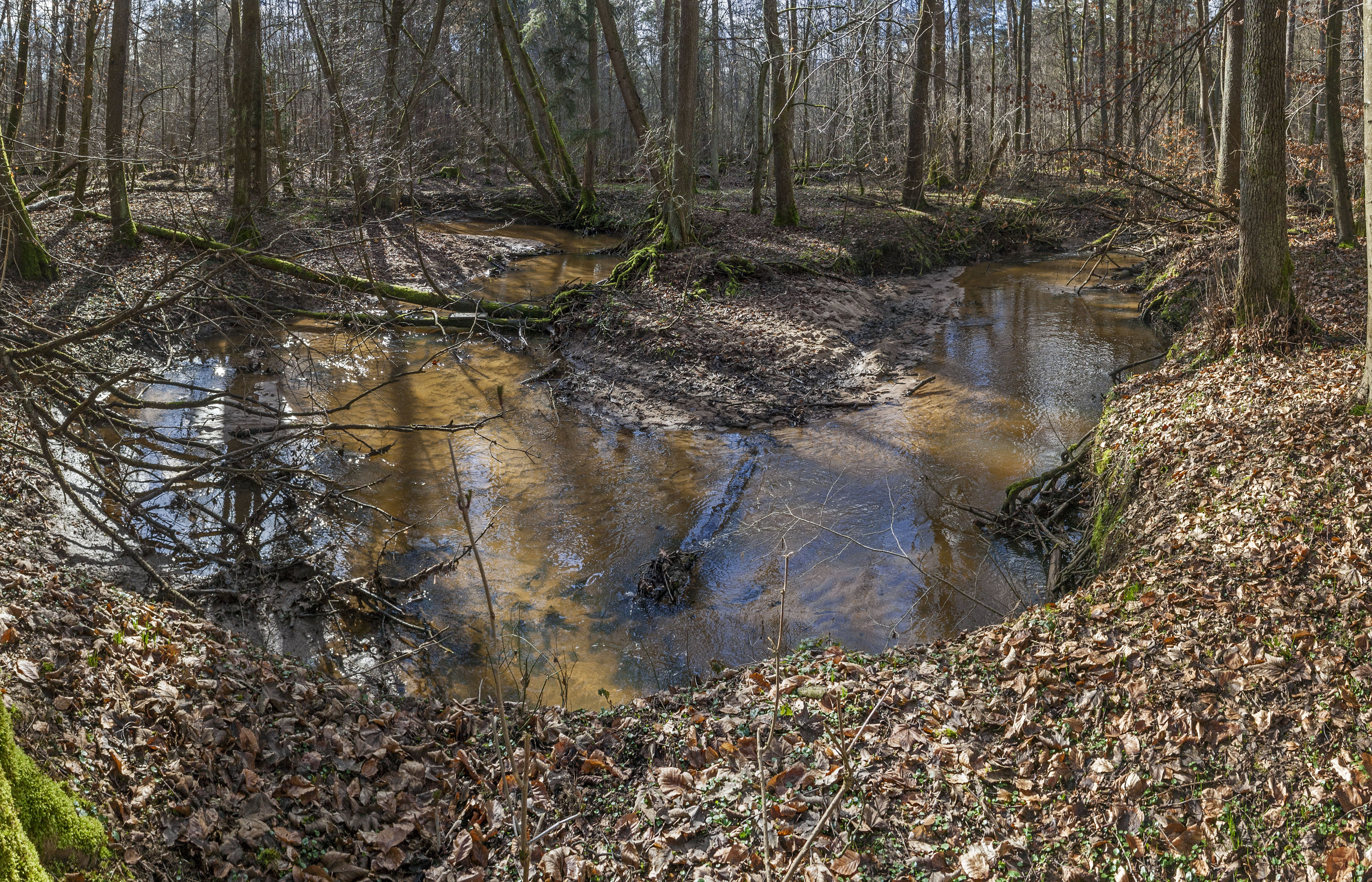
Typische Mäanderbildung des Gründelbachs

## Hydrologie

### Morphologischer Flusstyp
Einige regulierte Abschnitte im Bereich von Ortschaften mit insgesamt nur geringem Anteil an der Gesamtlänge ausgenommen, fließt die Gründlach überwiegend in freien Windungen im eigenen Schwemmland (Alluvion). Das Fließgewässer weist nur einen Hauptarm auf, dessen Seitenentwicklung in der alluvialen Überschwemmungsfläche zu Erosion an den konkaven Steilufern (Prallhang) und Ablagerung (Akkumulation) an den konvexen Bänken der Innenufer (Gleitufer) führt. Die Naturabschnitte zeichnen sich durch einen hohen Totholzanteil aus.

### Abflussregime
Die Gründlach weist ein komplexes Abflussregime auf. Die mittlere Abflusskurve zeigt einen mehrgipfeligen Jahresverlauf und entspricht dem Regen-Schnee-Regime (pluvio-nivales Regime). Die Wasserführung des Gewässers wird durch Regen und Schneeschmelze bestimmt.

## Geotop
Etwa einen Kilometer westlich von Heroldsberg ist der Flusslauf als Geotop 572R002 vom Bayerischen Landesamt für Umwelt ausgewiesen. Der Gründelbach mäandert hier über eine längere, unverbaute Strecke und bildet dabei zahlreiche Gleit- und Prallhänge aus.

## Natur und Umwelt

### Gewässergüte

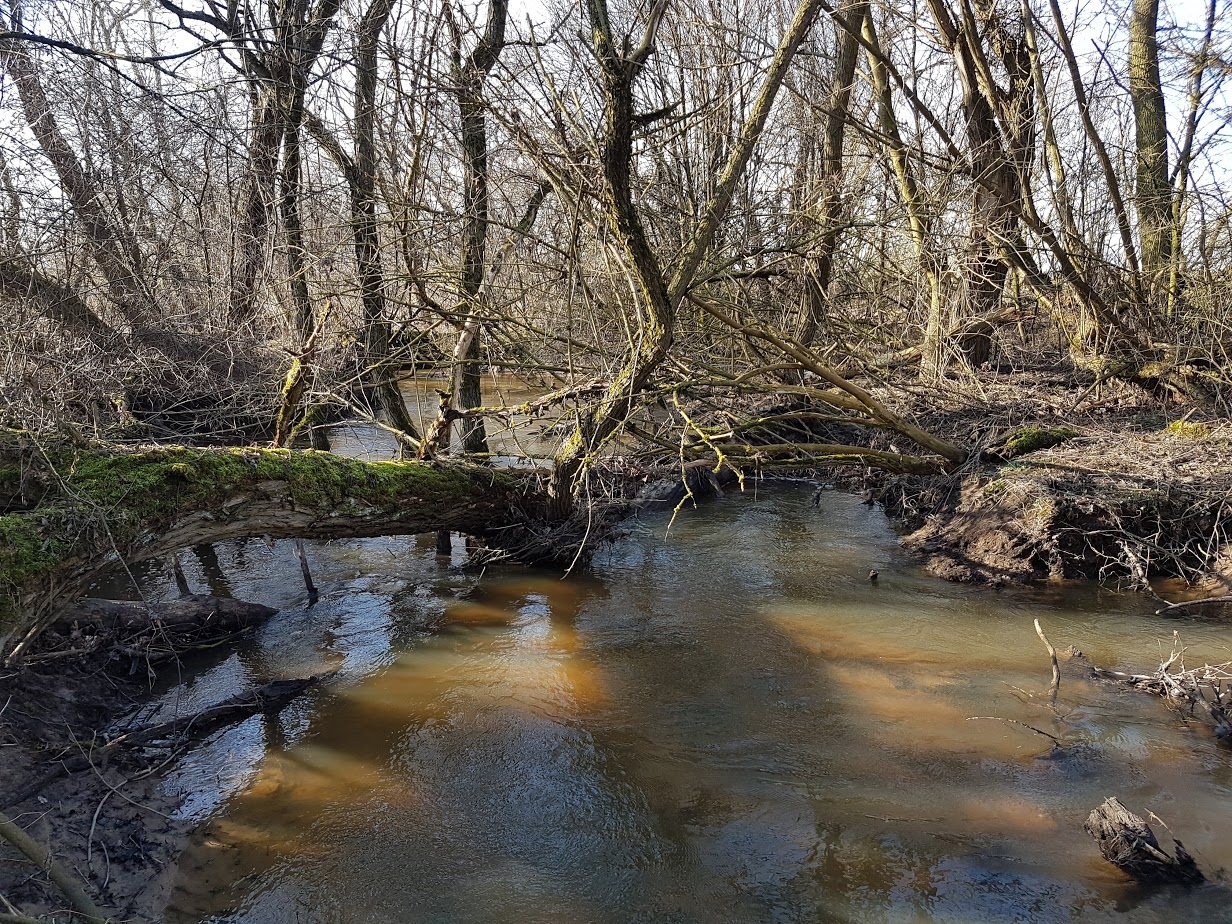
Naturnaher, totholzgeprägter Fließgewässerabschnitt der Gründlach nördlich von Boxdorf (Nürnberg)

#### Biologische Gewässergüte
Die biologische Gewässergüte des Fließgewässers auf Grundlage des Saprobiensystems ist im Oberlauf bis östlich zur Autobahn A3 mit der Güteklasse II bewertet. Die Gründlach weist in dem waldgeprägten Abschnitt nur mäßige Belastungen auf. Dies entspricht dem guten Zustand nach der europäischen Wasserrahmenrichtlinie (WRRL). Im Nürnberger Stadtgebiet, westlich der A 3 dominiert aufgrund der landwirtschaftlichen Nutzung im Umfeld des Gewässers die Güteklasse II–III (mäßiger Zustand gemäß WRRL).
Die Gewässergüte hat sich seit 1974 kontinuierlich verbessert. In der Vergangenheit erfolgten in sommerlichen Trockenperioden unzulässige Entnahmen von Wasser bei niedrigem Wasserstand aus der Gründlach. Im Zuge der Beileitung von Beregnungswasser für die Landwirtschaft aus der Rednitz (Überleitung von Altmühl und Donau) durch den Wasserverband Knoblauchsland waren diese Entnahmen nicht mehr notwendig.

#### Chemischer Zustand
Die Gründlach befindet sich im Oberlauf bis zur A 3 in einem guten chemischen Zustand nach WRRL. Das Fließgewässer und der Grundwasserkörper weisen infolge der intensiven landwirtschaftlichen Bodennutzung im Nürnberger Stadtgebiet hingegen eine sehr hohe Nitratbelastung von über 50 mg/l auf. Daher wird der chemische Zustand als schlecht klassifiziert. Der mit dem intensiven Gemüseanbau und Ackerbau verbundene Stickstoffüberschuss aus Wirtschaftsdünger und Mineraldünger führt in Verbindung mit den sehr leicht durchlässigen Sandböden des Knoblauchslandes zu stärkeren Grundwasserbelastungen.

#### Ökologischer Zustand

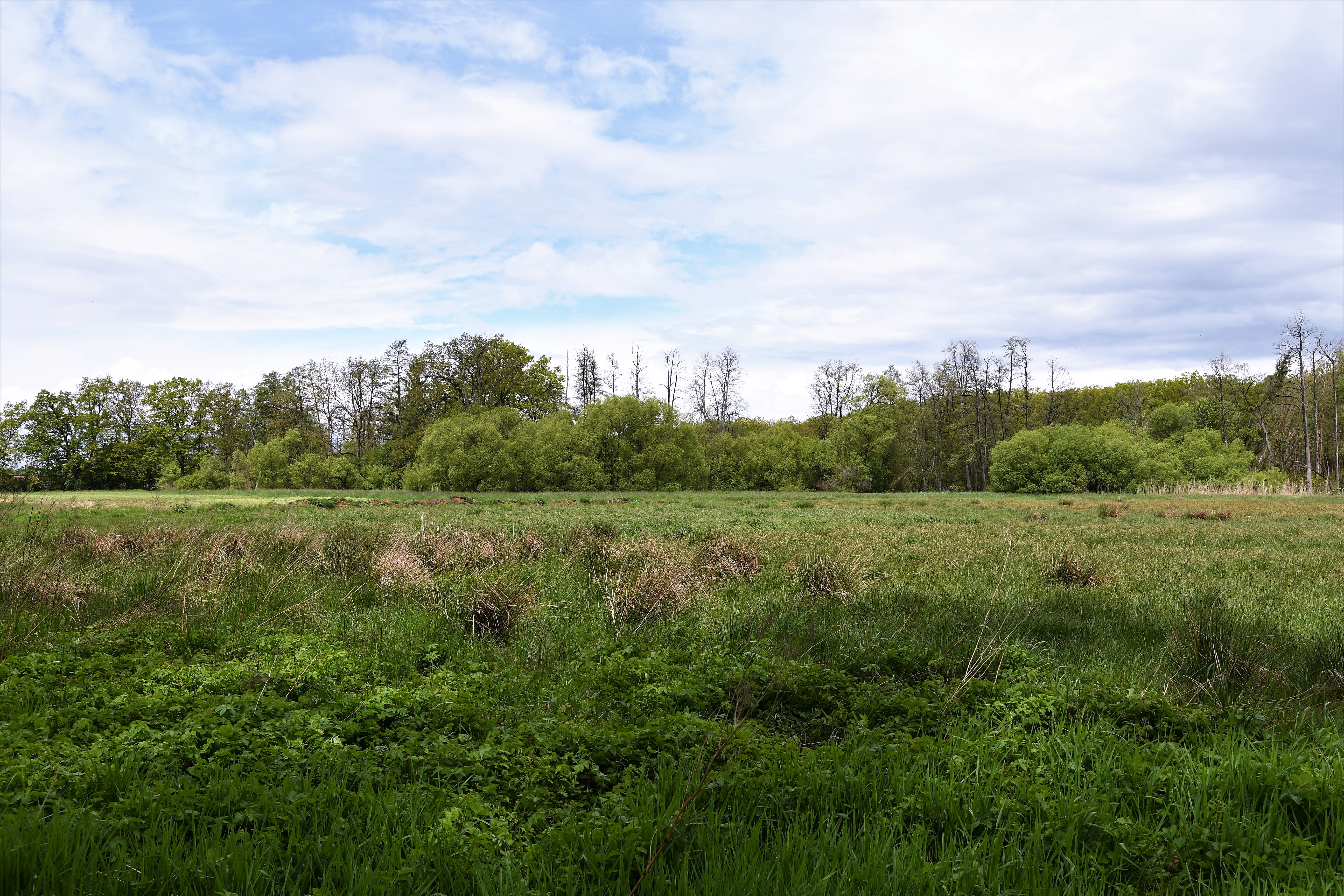
Sooswiesen in den Gründlachauen nordöstlich von Neunhof (Nürnberg)

Der ökologische Zustand wird im Oberlauf der Gründlach als mäßig eingestuft und im Unterlauf nur als unbefriedigend bewertet. Der ökologische Zustand eines Fließgewässers gemäß WRRL vergleicht die im Wasser lebenden Organismen mit dem Bestand, welcher natürlicherweise vorkommen würde. Da die gewässerbezogenen Lebensgemeinschaften (Makrozoobenthos, Phytobenthos, Phytoplankton und Fische) alle anthropogenen Einflussfaktoren und Störgrößen wiedergeben, eignet sich diese Klassifizierung für biologische Qualitätskomponenten des Gewässers. Im Unterlauf sind die am Gewässerboden lebenden wirbellosen Tiere (Makrozoobenthos) und die am Gewässerboden anhaftenden Algen (Phytobenthos) in einem unbefriedigenden Zustand. Die Wasserpflanzen und Aufwuchsalgen stellen Zeigerpflanzen für Nährstoffbelastungen dar. Auch die Fischfauna wird im gesamten Gewässerverlauf nur als mäßig bewertet.
Ziel der europäischen Wasserrahmenrichtlinie (2000/60/EG) ist die Herstellung des guten oder sehr guten ökologischen Zustands natürlicher Fließgewässer.

### Fauna und Flora

#### Fauna

##### Fischfauna
Die Gründlach und der Lachgraben bietet Kleinfischen wie Elritze (Phoxinus phoxinus), Moderlieschen (Leucaspius delineatus) und Stichlingen (Gasterosteidae) geeignete Lebensräume.

##### Säugetiere
Der geschützte Biber (Castor fiber) kommt an den Gründlachauen vor. Das große Nagetier gestaltet die Talräume der Gründlach durch zahlreiche Anstauungen und Biberburgen, insbesondere die Laubholzbestände entlang der Gründlach nutzt er in 200 bis 300 m Entfernung intensiv als Nahrungshabitat. Die Weichholzauen und weit verzweigten Nebengewässer der Gründlach bieten ideale Lebensraumbedingungen für den Nager, der bis Mitte des 20. Jahrhunderts an dem Fließgewässer ausgestorben war. Im Jahr 1970 wurden vier aus Schweden stammende Biber nördlich von Nürnberg an der Gründlach im Sebalder Reichswald wieder angesiedelt.
Zahlreiche Kleinlebensräume und Strukturen wurden durch Bautätigkeit des Nagers geschaffen, die zahlreichen Artengruppen, unter anderen Wasservögeln, Fischen, Libellen geeignete Habitate bieten. Aufgrund der Vernässungen siedeln sich Pflanzen der Feucht- und Nassstandorte an. Auch Amphibien und Reptilien profitieren von den feuchten Lebensraumbedingungen. Der Biber fördert zudem Totholznutzer bzw. Totholzbewohner in den Gründlachauen. Der Erhalt des Bibervorkommens als Charakterart der Auen, vor allem in geeigneten Waldlebensräumen, ist Ziel des Naturschutzkonzepts des Forstbetriebs Nürnberg.
Das Vorkommen der sehr seltenen Wildkatze (Felis silvestris) wurde im Gründlachtal genetisch nachgewiesen.

##### Avifauna
Die Steilufer der Gründlach bieten dem Eisvogel (Alcedo atthis) wasserfreie Nistmöglichkeiten. Das gute Angebot an Kleinfischen und Sitzwarten komplettiert die erforderlichen Habitatstrukturen für den farbenprächtigen Leitvogel der Fließgewässer. In den Gründlachauen ist die gefährdete Wasserralle (Rallus aquaticus) beheimatet.

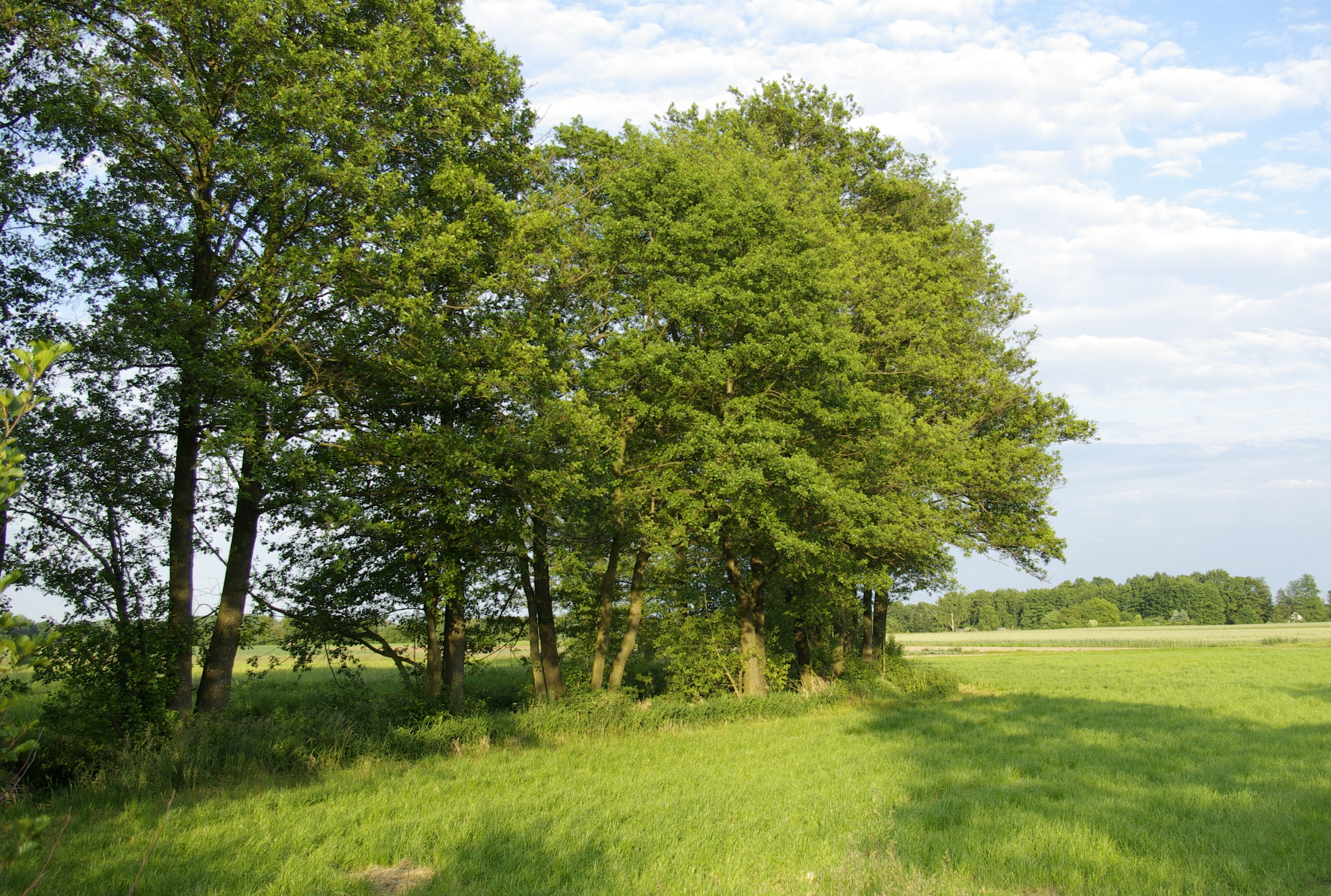
Ausgedehnte Wiesenkomplexe der Grünlachauen bei Neunhof - das Landschaftsschutzgebiet Gründlachtal-Ost ist Lebensraum zahlreicher Wiesenbrüter

Die Grünlachauen im Nürnberger Stadtgebiet, östlich der Erlanger Straße und westlich und südlich von Großgründlach stellen Lebensräume von Wiesen- und Bodenbrütern wie Kiebitz (Vanellus vanellus), Feldlerche (Alauda arvensis), Rebhuhn und Schafstelze (Motacilla flava) dar.

#### Flora
Auf den durch Grund- und Hochwasser geprägten Standorten entlang der Gründlach, östlich der A 3 entwickelten sich blütenreiche Feucht- und Nasswiesen sowie Galeriewälder bestehend aus Weichholzauen.

### Schutzgebiete
- Landschaftsschutzgebiet  „Gründlachtal - Ost“ (353 Hektar)[14]
- Vogelschutzgebiet „Nürnberger Reichswald“, SPA-Gebiet (38.192 Hektar)[15]
- Fauna-Flora-Habitat-Gebiet „Irrhain“, FFH-Gebiet (112 Hektar)[16]

## Naherholung
Das Gründlachtal war schon in den 1970er Jahren ein beliebter Naherholungsraum im Norden Nürnbergs.